# Pierre Laureys
Pour les articles homonymes, voir Laureys.
Pierre Laureys, né le 7 août 1919 à Paris et mort le 18 décembre 2004 à Vallauris, est un militaire, journaliste, marchand d'armes, et résistant français, Compagnon de la Libération. Engagé dans l'Armée de l'air au début de la Seconde Guerre mondiale, il décide ensuite de se rallier à la France libre et combat au-dessus de l'Angleterre et de la France. Après la guerre, il travaille dans le monde de la presse et du journalisme.

## Biographie

### Jeunesse
Pierre Laureys naît le 7 août 1919 dans le 14e arrondissement de Paris. Fils d'un photograveur, il choisit également ce métier après ses études secondaires.

### Seconde Guerre mondiale
Lorsque la Seconde Guerre mondiale est déclarée en 1939, Pierre Laureys décide de s'engager dans l'Armée de l'air et devient élève-pilote à Vannes. Lors de la bataille de France, devant l'avancée des troupes allemandes, le personnel de l'école de pilotage se replie vers Dax. Ayant entendu l'appel du général de Gaulle, il décide de se rallier à la France libre et embarque le 24 juin 1940 à Saint-Jean-de-Luz en direction de l'Angleterre. Engagé dans les forces aériennes françaises libres sous le nom de François Kennard, il complète sa formation de pilote et est promu sergent puis aspirant. En mai 1942, il est affecté au groupe de chasse Île-de-France et promu sous-lieutenant. Engagé dans le raid de Dieppe le 19 août 1942, il y remporte ses deux premières victoires aériennes en abattant des bombardiers Dornier Do 217. Il homologue une troisième et une quatrième victoire aérienne le 9 mars 1943, dans le ciel français, en détruisant deux Focke-Wulf Fw 190. Le même jour, il endommage un troisième appareil mais, son Spitfire étant lui-même touché, doit effectuer un atterrissage de fortune près de la côte anglaise. Le 14 mars suivant, en abattant à nouveau un Fw 190, il signe sa cinquième victoire, faisant de lui un As de l'aviation.
En mai 1944, il prend le commandement de l'escadrille Versailles du groupe Île-de-France et est promu capitaine le mois suivant alors que l'unité participe au soutien du débarquement de Normandie. Bénéficiant d'une période de repos à partir de novembre 1944, il termine la guerre en ayant effectué 300 heures de vol en 200 missions de guerre.

### Après-guerre
Après la guerre, il reprend son métier de photograveur puis devient imprimeur et éditeur de presse. Il participe notamment à la création des revues Aviation Magazine International et L'Automobile Magazine. De 1956 à 1957, il est brièvement rappelé sous les drapeaux lors de la guerre d'Algérie en tant que chef du service de presse Air. Il reprend ensuite ses activités dans le journalisme et devient président du syndicat des photograveurs de presse. Créateur d'une dizaine d'entreprises d'arts graphiques, il est également président-directeur-général de la société Presse Aéronautique Associée.
Au cours des années 1960, Laureys fournit des armes pour plusieurs conflits armés à travers le monde. Pendant la crise congolaise, un certain nombre d'officiers français font partie de l'armée katangaise de l'État sécessionniste de Katanga de Moïse Tshombe, y inclus Roger Trinquier, Edgard Tupët-Thomé, et Roger Faulques. Laureys vend plusieurs articles aux sécessionnistes, y compris des avions North American P-51 Mustang. Lorsque prend fin la sécession katangaise, en janvier 1963, l'ONU et le gouvernement français le soupçonnent d'avoir fait livrer 12 monomoteurs North American T-6 Harvard (d'origine sud-africaine) et une poignée de jets De Havilland Vampire aux insurgés katangais, capturés ou détruits par les forces de l'ONU. Durant les combats, Pierre Laureys aurait ainsi perdu à Kolwezi un bimoteur De Havilland Dove qui lui appartenait (Télégramme diplomatique français, envoyé de Luanda, N.49 A/L, 21 février 1963 (Archives diplomatiques, La Courneuve).
Lors de la guerre civile du Yémen du Nord, il expédia le premier lot d'armes aux mercenaires alliés avec les royalistes, comme Bob Denard. Pendant la guerre du Biafra, il vend deux Douglas A-26 Invader aux mercenaires des forces armées du Biafra. En outre, il fournit trois Supermarine Spitfire pour le film d'Hollywood Le Jour le plus long de 1962. Laureys lui-même pilote un des avions dans le film. Le gouvernement français fera saisir les trois Spitfire arrivés en caisses sur l'aéroport de Beauvais, le 1er janvier 1962, soupçonnant Laureys de vouloir les exporter vers Brazzaville, puis vers le Katanga. Les appareils sont finalement renvoyés en Belgique.
Pierre Laureys meurt le 18 décembre 2004 à Vallauris, dans les Alpes-Maritimes. Il est inhumé à Roquebrune-sur-Argens,.

## Décorations
|  |  |  |  |  |  |
|  |  |  |  |  |  |
|  |  |  |  |  |  |

| Commandeur de la Légion d'honneur        | Commandeur de la Légion d'honneur        | Commandeur de la Légion d'honneur        | Compagnon de la Libération Par décret du 28 mai 1945 | Compagnon de la Libération Par décret du 28 mai 1945 | Compagnon de la Libération Par décret du 28 mai 1945 | Croix de guerre 1939-1945 | Croix de guerre 1939-1945 | Croix de guerre 1939-1945 |                        |                        |                        |
| Croix de la Valeur militaire             | Croix de la Valeur militaire             | Croix de la Valeur militaire             | Commandeur de l'Ordre des Arts et des Lettres        | Commandeur de l'Ordre des Arts et des Lettres        | Commandeur de l'Ordre des Arts et des Lettres        | Médaille des évadés       | Médaille des évadés       | Médaille des évadés       |                        |                        |                        |
| Distinguished Flying Cross (Royaume-Uni) | Distinguished Flying Cross (Royaume-Uni) | Distinguished Flying Cross (Royaume-Uni) | Distinguished Flying Cross (Royaume-Uni)             | Distinguished Flying Cross (Royaume-Uni)             | Distinguished Flying Cross (Royaume-Uni)             | Air Medal (États-Unis)    | Air Medal (États-Unis)    | Air Medal (États-Unis)    | Air Medal (États-Unis) | Air Medal (États-Unis) | Air Medal (États-Unis) |